# Guilliers
Guilliers [gilje] est une commune française située dans le département du Morbihan, en région Bretagne. Commune du Centre-Bretagne, elle est située dans le pays du Porhoët.

## Géographie

### Localisation
Guilliers est situé dans le nord-est du département du Morbihan. Le bourg de Guilliers est situé à vol d'oiseau à 12 km au nord de Ploërmel, à 49 km au nord-est de Vannes, sa préfecture de rattachement et à 54 km à l'ouest de Rennes. Par ses traditions Guilliers appartient à la Haute Bretagne. Avant la Révolution Française, la paroisse dépendait du diocèse de Saint-Malo.
|                                | Ménéac, Évriguet | Saint-Brieuc-de-Mauron |
| Mohon                          | Guilliers        | Mauron                 |
| Saint-Malo-des-Trois-Fontaines | Loyat            | Néant-sur-Yvel         |

### Relief
| - Carte topographique de la commune de Guilliers. |

### Hydrographie
Pour un article plus général, voir Réseau hydrographique du Morbihan.
La commune est située dans le bassin Loire-Bretagne. Elle est drainée par le Léverin, le Gloaron, le Rézo, le Courant, les Orgons et divers autres petits cours d'eau,.
Le Léverin, d'une longueur de 27 km, prend sa source dans la commune de Ménéac et se jette  dans le Ninian à Helléan, après avoir traversé sept communes. 

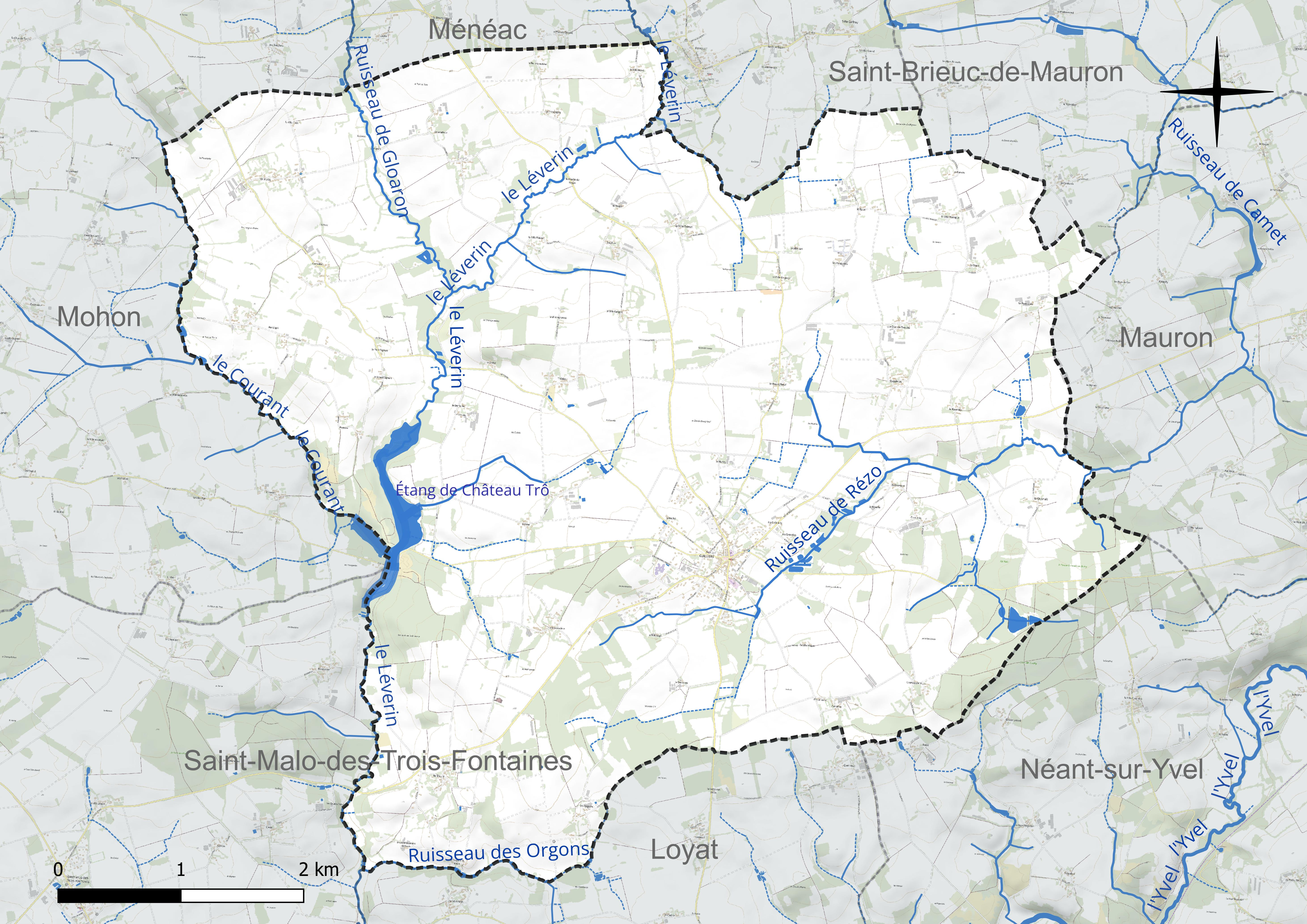
Réseau hydrographique de Guilliers.

Un plan d'eau complète le réseau hydrographique : l'étang de Château Trô, d'une superficie totale de 21,2 ha (17,63 ha sur la commune),.

### Climat
Pour des articles plus généraux, voir Climat de la Bretagne et Climat du Morbihan.
En 2010, le climat de la commune est de type climat océanique franc, selon une étude du CNRS s'appuyant sur une série de données couvrant la période 1971-2000. En 2020, Météo-France publie une typologie des climats de la France métropolitaine dans laquelle la commune est exposée à un climat océanique et est dans la région climatique  Bretagne orientale et méridionale, Pays nantais, Vendée, caractérisée par une faible pluviométrie en été et une bonne insolation. Parallèlement l'observatoire de l'environnement en Bretagne publie en 2020 un zonage climatique de la région Bretagne, s'appuyant sur des données de Météo-France de 2009. La commune est, selon ce zonage, dans la zone « Intérieur Est », avec des hivers frais, des étés chauds et des pluies modérées.
Pour la période 1971-2000, la température annuelle moyenne est de 11,4 °C, avec une amplitude thermique annuelle de 12,6 °C. Le cumul annuel moyen de précipitations est de 806 mm, avec 12,7 jours de précipitations en janvier et 6,3 jours en juillet. Pour la période 1991-2020, la température moyenne annuelle observée sur la station météorologique la plus proche, située sur la commune de Ploërmel à 12 km à vol d'oiseau, est de 12,0 °C et le cumul annuel moyen de précipitations est de 767,2 mm,. Pour l'avenir, les paramètres climatiques de la commune estimés pour 2050 selon différents scénarios d'émission de gaz à effet de serre sont consultables sur un site dédié publié par Météo-France en novembre 2022.

## Urbanisme

### Typologie
Au 1er janvier 2024, Guilliers est catégorisée commune rurale à habitat très dispersé, selon la nouvelle grille communale de densité à sept niveaux définie par l'Insee en 2022.
Elle est située hors unité urbaine. Par ailleurs la commune fait partie de l'aire d'attraction de Ploërmel, dont elle est une commune de la couronne,. Cette aire, qui regroupe 19 communes, est catégorisée dans les aires de moins de 50 000 habitants,.

### Occupation des sols
L'occupation des sols de la commune, telle qu'elle ressort de la base de données européenne d’occupation biophysique des sols Corine Land Cover (CLC), est marquée par l'importance des territoires agricoles (86,9 % en 2018), une proportion sensiblement équivalente à celle de 1990 (87,7 %). La répartition détaillée en 2018 est la suivante : 
terres arables (59 %), zones agricoles hétérogènes (22,8 %), forêts (10,1 %), prairies (5,1 %), zones urbanisées (2,5 %), eaux continentales (0,5 %). L'évolution de l’occupation des sols de la commune et de ses infrastructures peut être observée sur les différentes représentations cartographiques du territoire : la carte de Cassini (XVIIIe siècle), la carte d'état-major (1820-1866) et les cartes ou photos aériennes de l'IGN pour la période actuelle (1950 à aujourd'hui).

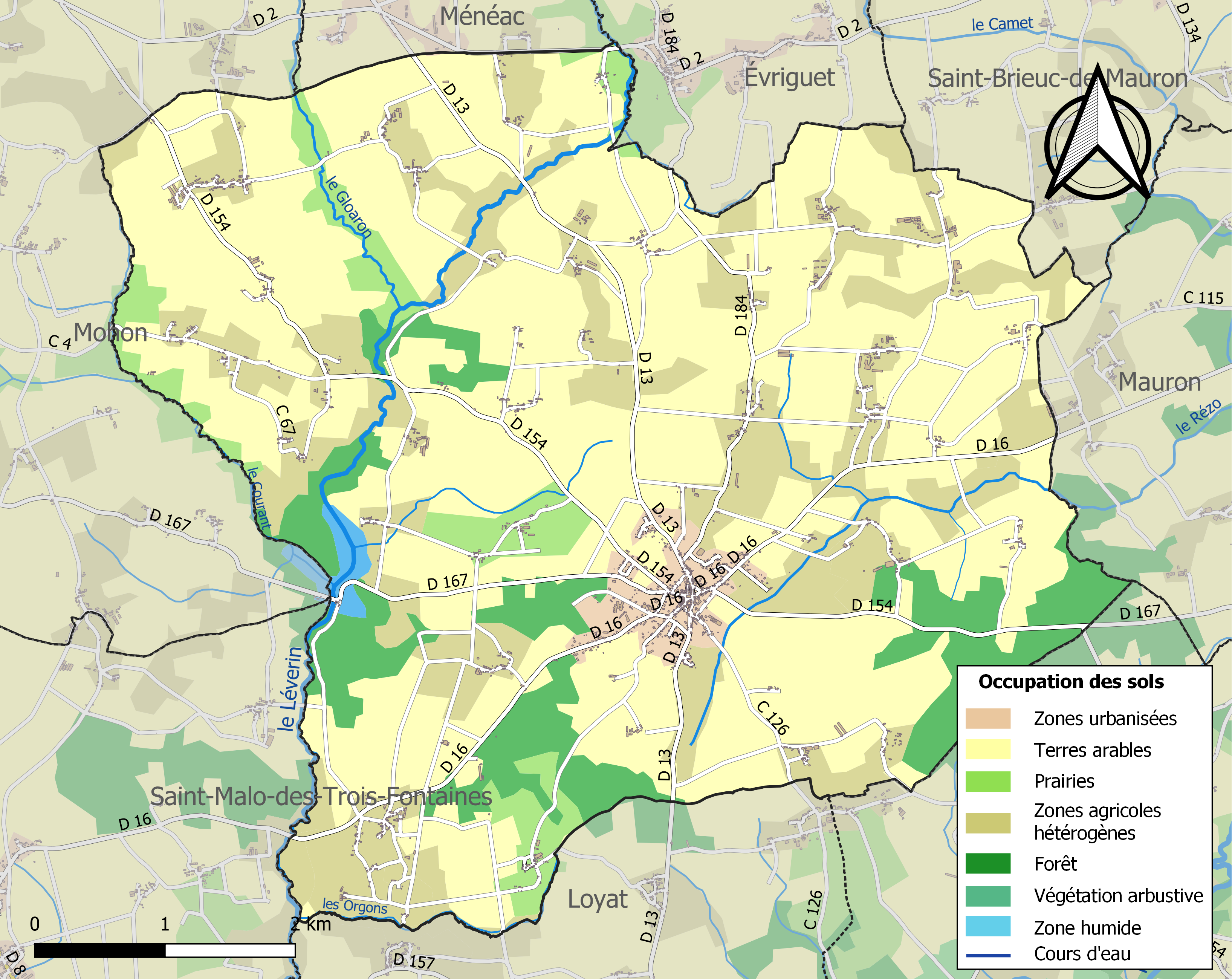
Carte des infrastructures et de l'occupation des sols de la commune en 2018 (CLC).

## Toponymie
Le nom de la localité est mentionné sous les formes Quilir entre 1066 et 1082, Guilleri en 1108, Guiler en 1164, Guillier en 1793, Guilliers en 1801.
Ce toponyme, à l'instar de Guilers et Guiler-sur-Goyen, dérive du latin villare désignant des domaines ruraux gallo-romains de grande taille,. Il a été adopté par l'ancien breton sous la forme Uuiler, avant d'évoluer vers Gwiler en breton moderne, francisé en Guilliers. Le -s final de la forme française n'est pas étymologique et n'est apparu qu'au XIXe siècle.
Le nom de la localité en gallo, la langue régionale locale, est Djillieu.
La forme bretonne proposée par l'Office public de la langue bretonne est Gwiler-Porc'hoed. Porc'hoed fait référence au Porhoët et permet de distinguer la localité de ses deux homonymes précédemment cités (respectivement Gwiler-Leon et Gwiler-Kerne).

## Histoire

### Moyen-Âge
La seigneurie du Bois de la Roche (en Néant) étendait sa juridiction sur les paroisses de Néant, Campénéac, Guilliers, Mauron, Saint-Brieuc-de-Mauron et Tréhorenteuc, dont les châtelains du Bois de la Roche étaient fondateurs et prééminenciers. Elle avait droit de haute justice, avec auditoire, prisons, cep et collier, fourches patibulaires à 4 piliers, four à ban et halles, de quintaine ou de soule, qui se couraient chaque année dans la grande cour du château et aux bourgs de Néant, de Saint-Brieuc-de-Mauron et de Tréhorenteuc.

### LeXIXesiècle
En 1854 la commune de Guilliers, ainsi que de nombreuses communes des alentours, est ravagée par une épidémie de dysenterie.

### LeXXesiècle

#### L'Entre-deux-guerres
Le 27 mai 1932 la foudre frappa le clocher de l'église paroissiale et la toiture de l'église fut en partie détruite par le feu.

#### La Seconde Guerre mondiale

##### La rafle
Le 18 janvier 1944, jour de réquisition des chevaux, un soldat allemand est abattu à coups de revolver dans la soirée dans le bourg; le corps est découvert le lendemain. La réaction de l'occupant allemand est immédiate : le 20 janvier 1944 à l'aube, une rafle de 500 hommes est organisée sur les communes de Guilliers, Évriguet, Mauron, Mohon, Brignac et Loyat où des coups de feu sont entendus, les Allemands fouillant les maisons. Les prisonniers sont conduits à pied, certains portant des sabots, à Guilliers et sont rassemblés dans la cour de l'école publique ; un fusil mitrailleur braqué sur eux est prêt à tirer.
Les Allemands retiennent pour la déportation 43 hommes, des jeunes de préférence, pris au hasard. Les autres sont relâchés. Ces malheureux otages sont dirigés à pied l'après-midi, à la gare de Mauron puis partent vers le Camp de Royallieu le 25 janvier.
Quelques familles prévenues leur apportent du ravitaillement et un bagage. En mars, ils sont déportés dans les camps d'extermination de Mauthausen et Dachau. 25 ne reverront plus leur pays : ils sont morts d'épuisement, de sévices subis et de faim en quelques mois. Le plus jeune avait 18 ans, le plus vieux, 61 ans. Parmi eux plusieurs sont morts en déportation dont Raymond Doublet (mort le 8 mai 1944), Joseph Groseil (mort le 14 juin 1944), Jean Jegorel (mort le 10 septembre 1944), Prosper Vacher (mort le 31 octobre 1944), Ernest Quesnel (mort le 15 janvier 1945), Eugène Jagoury (mort le 21 janvier 1945). Une stèle commémorative a été érigée en 2009 près de l'ancienne gare de Mauron.
Le responsable de ce drame prit soin de se cacher et de rester discret, il aurait été suspecté par le soldat allemand. Les 19 survivants revinrent affaiblis et amaigris en 1945.
Après la guerre, le nom du meurtrier fut découvert. Il s'agissait d'un garçon de 18 ans, originaire de Merdrignac, habitant Saint-Brieuc, de passage à Guilliers. Il avait assassiné le soldat allemand Hammes pour lui voler son pistolet et pour le remettre à la Résistance, sans mesurer les conséquences. La justice ne donna pas suite aux plaintes des déportés revenus, des familles des déportés morts et de la municipalité de Guilliers.

## Politique et administration

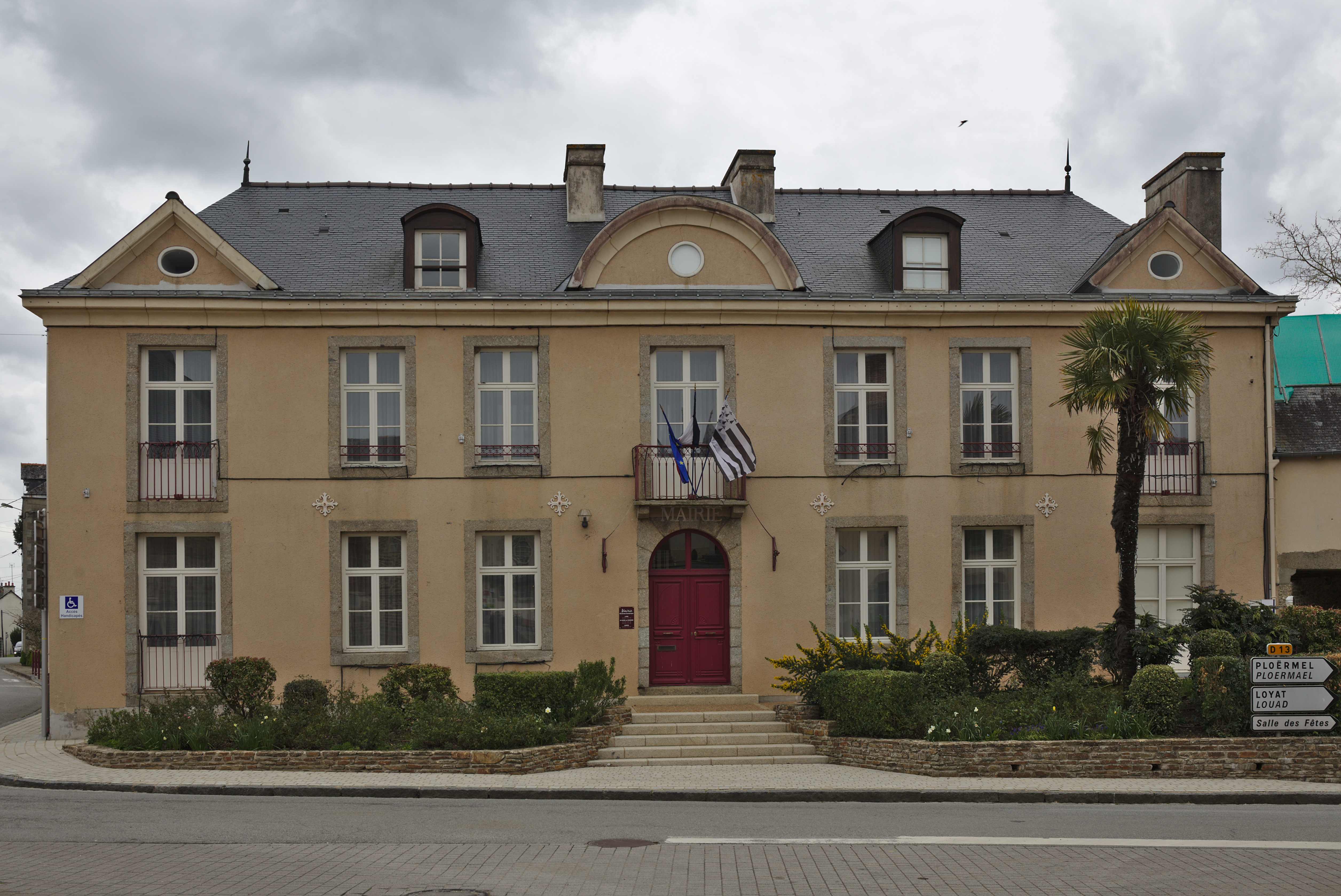
La mairie.

| Période                                  | Période     | Identité                     | Étiquette | Qualité |
| ---------------------------------------- | ----------- | ---------------------------- | --------- | --- |
| Les données manquantes sont à compléter. |             |                              |           | |
| mai 1935                                 | mars 1977   | Fernand Jarnigon (1905-1983) | Rad.      | Négociant, maire honoraire Conseiller général de La Trinité-Porhoët (1949 → 1955) Chevalier de la Légion d'honneur (1968) |
| mars 1977                                | mars 2001   | Jean Letournel (1931-2013)   | RPR       | Directeur de scierie Conseiller général de La Trinité-Porhoët (1967 → 1992)                                               |
| mars 2001                                | mars 2008   | Marcel Courtel (1933-2021)   |           | Commerçant |
| mars 2008                                | 17 mai 2020 | Michèle Urien                |           | Cheffe d’entreprise |
| 17 mai 2020                              | En cours    | Joël Lemazurier              |           | Retraité du ministère de l'Intérieur                                                                                      |

## Économie
L'économie guilliéroise repose essentiellement sur l'agriculture et l'artisanat. L'activité touristique est en essor, grâce au site naturel de l'étang de Château-trô (motte féodale construite par Guéthénoc, vicomte de Porhoët), au sympathique petit bourg, au vieux four à pain de Query, à la chapelle de la Grande Touche, etc.

## Démographie
L'évolution du nombre d'habitants est connue à travers les recensements de la population effectués dans la commune depuis 1793. Pour les communes de moins de 10 000 habitants, une enquête de recensement portant sur toute la population est réalisée tous les cinq ans, les populations de référence des années intermédiaires étant quant à elles estimées par interpolation ou extrapolation. Pour la commune, le premier recensement exhaustif entrant dans le cadre du nouveau dispositif a été réalisé en 2007.

En 2022, la commune comptait 1 352 habitants, en évolution de +1,88 % par rapport à 2016 (Morbihan : +3,82 %, France hors Mayotte : +2,11 %).
| 1793  | 1800  | 1806  | 1821  | 1831  | 1836  | 1841  | 1846  | 1851  |
| ----- | ----- | ----- | ----- | ----- | ----- | ----- | ----- | ----- |
| 2 000 | 1 822 | 2 058 | 2 047 | 1 998 | 2 106 | 2 027 | 2 183 | 2 197 |

| 1856  | 1861  | 1866  | 1872  | 1876  | 1881  | 1886  | 1891  | 1896  |
| ----- | ----- | ----- | ----- | ----- | ----- | ----- | ----- | ----- |
| 2 172 | 2 264 | 2 414 | 2 341 | 2 314 | 2 293 | 2 333 | 2 294 | 2 267 |

| 1901  | 1906  | 1911  | 1921  | 1926  | 1931  | 1936  | 1946  | 1954  |
| ----- | ----- | ----- | ----- | ----- | ----- | ----- | ----- | ----- |
| 2 177 | 2 188 | 2 128 | 1 885 | 1 920 | 1 906 | 1 835 | 2 023 | 1 877 |

| 1962  | 1968  | 1975  | 1982  | 1990  | 1999  | 2006  | 2007  | 2012  |
| ----- | ----- | ----- | ----- | ----- | ----- | ----- | ----- | ----- |
| 1 820 | 1 509 | 1 312 | 1 213 | 1 207 | 1 216 | 1 287 | 1 288 | 1 386 |

| 2017  | 2022  | - | - | - | - | - | - | - |
| ----- | ----- | - | - | - | - | - | - | - |
| 1 313 | 1 352 | - | - | - | - | - | - | - |

## Lieux et monuments
- Chapelle de la Grande-Touche
- Église Saint-Pierre-et-Saint-Paul, en plein centre-ville
- Le monument des 24 Déportés, morts pour la France
- Le monument aux morts.

## Personnalités liées à la commune
- Famille Huchet.